# Jean Lenert
Jean Lenert, né le 26 juin 1937 à Metz et mort le 12 juillet 2023 à Lyon, est un violoniste français.

## Biographie
Étant l’un des premiers violonistes à intégrer l’orchestre de Paris, Jean Lenert est par la suite devenu enseignant, avec sa titularisation du C.A. au grade de 1er nommé. C’est cette posture qui lui a permis d’être désigné responsable des classes de certificat d’aptitude au Ministère. Il a également enseigné au Conservatoire Supérieur, à la Schola Cantorum et au CNSM de Paris, de même qu’au CRR de Lyon. Il a aussi intégré la Camerata de France en tant que directeur, avant d’être le chef du pupitre de violon de l’orchestre français des jeunes. Toutes ces expériences accumulées lui ont permis d’effectuer des concerts et des Master-classes en France et dans d’autres pays tels que la Chine, le Japon, la Finlande, la Russie, etc. Il fut un membre de jury dans plusieurs grands concours internationaux et fut qualifié Chevalier de l’ordre national du mérite en 2002.
Il est décédé le 12 juillet 2023 à Lyon,.

## Œuvres
Une partie des Œuvres de Jean Lenert est éditée par les Éditions Billaudot.
- L’ABC du jeune violoniste, vol. 1, G. Billaudot, Paris 1997, (OCLC 659024528)[6].
- L’ABC du jeune violoniste, vol. 2, G. Billaudot, Paris 1997, (OCLC 658987506).
- Avec Pierre Doukan, L’ABC du jeune violoniste, vol. 3, G. Billaudot, Paris 1997, (OCLC 658508466).
- Avec Pierre Doukan et Nicolas Fromageot, 10 ans avec le violon, Cité de la musique, Centre de ressources musique et danse, Paris 1996,  (ISBN 2-906460-47-8)[7].
- Avec Geneviève Auvray, L’ABC du jeune Altiste, vol.1, G. Billaudot, Paris 1991, (OCLC 658486879)[8].
- Avec Geneviève Auvray, L’ABC du jeune Altiste, vol. 2, G. Billaudot, Paris 1991, (OCLC 658486947)